# Wilfrido Samudio Godoy
Wilfrido Samudio Godoy (El Espinillo, 2 de enero de 1937-17 de agosto de 1993) fue un político argentino del Partido Justicialista, que se desempeñó como senador nacional por la provincia de Formosa entre 1991 y 1993.

## Biografía
Nació en El Espinillo (Formosa) en 1937.
Miembro del Partido Justicialista, fue funcionario del Ministerio de Bienestar Social de la provincia de Formosa en la década de 1970. También fue empleado del banco provincial y legislador. Desde 1987 se desempeñó como ministro de Gobierno de Formosa, en la primera gobernación de Vicente Bienvenido Joga.
En abril de 1991, la Cámara de Diputados provincial lo designó senador nacional por la provincia de Formosa, en reemplazo del fallecido Emilio J. J. Tomás, para completar su mandato hasta diciembre de 1998. Fue miembro de la comisión de Obras Públicas y de la comisión parlamentaria conjunta de Integración con Brasil. Además, fue representante argentino en el Parlamento Latinoamericano.
No pudo finalizar su mandato, al fallecer en agosto de 1993, a los 56 años. Fue sucedido por Ana Margarita Peña de López.
Una calle de la ciudad de Formosa lleva su nombre.